# Obere Seen und Wendfeld (bei Sternberg)
Obere Seen und Wendfeld (bei Sternberg) este o arie protejată (arie specială de conservare — SAC, sit de importanță comunitară — SCI) din Germania întinsă pe o suprafață de 304 ha, integral pe uscat.

## Localizare
Centrul sitului Obere Seen und Wendfeld (bei Sternberg) este situat la coordonatele 53°42′05″N 11°47′20″E / 53.7014°N 11.7889°E.

## Înființare
Situl Obere Seen und Wendfeld (bei Sternberg) a fost declarat sit de importanță comunitară în decembrie 1999 pentru a proteja 7 specii de animale. Situl a fost protejat și ca arie specială de conservare în noiembrie 2001.

## Biodiversitate
Situată în ecoregiunea continentală, aria protejată conține 8 habitate naturale: Ape puternic oligomezotrofe cu vegetație bentonică cu Chara spp., Lacuri eutrofice naturale cu vegetație de tip Magnopotamion sau Hydrocharition, Lacuri și iazuri distrofice naturale, Fânețe de joasă altitudine (Alopecurus pratensis, Sanguisorba officinalis), Mlaștini alcaline, Păduri de fag Asperulo-Fagetum, Mlaștini împădurite, Păduri aluvionare cu Alnus glutinosa și Fraxinus excelsior (Alno-Padion, Alnion incanae, Salicion albae).
La baza desemnării sitului se află mai multe specii protejate:
- amfibieni (2): buhai de baltă cu burta roșie (Bombina bombina), triton cu creastă (Triturus cristatus)
- mamifere (2): castor (Castor fiber), vidră de râu (Lutra lutra)
- nevertebrate (3): Anisus vorticulus, Vertigo angustior, Vertigo moulinsiana